# Veliko Polje (Obrenovac)
Veliko Polje (Servisch cyrillisch Велико Поље) is een plaats in de Servische gemeente Obrenovac. De plaats telt 1820 inwoners (2002).